# Pterolophia subtincta
Pterolophia subtincta là một loài bọ cánh cứng trong họ Cerambycidae.